# Mandzsu daru

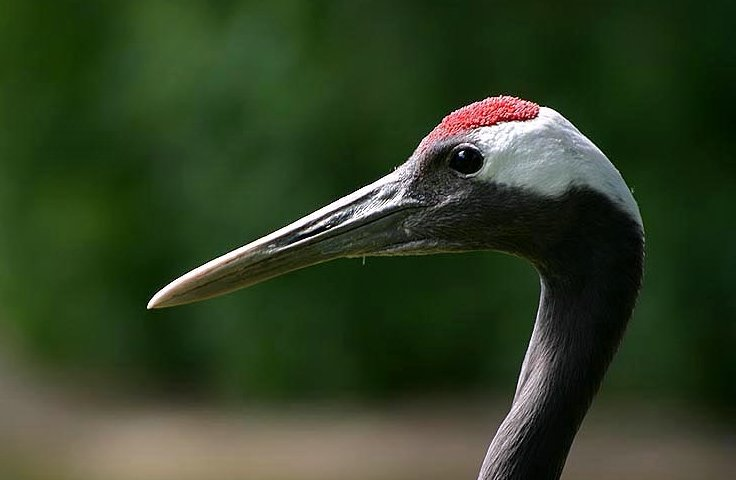
Portré

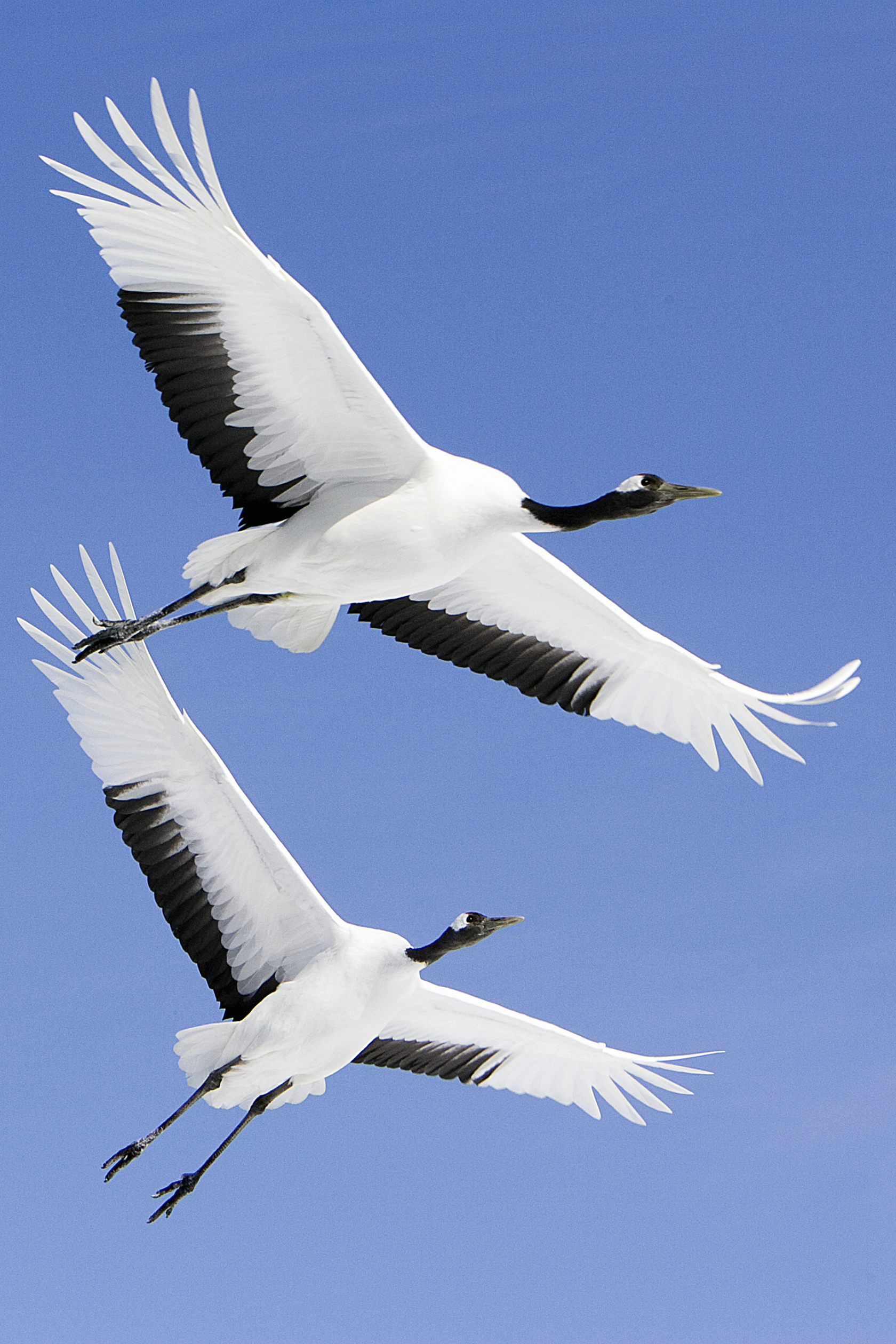

A mandzsu daru vagy japán daru (Grus japonensis) a madarak osztályának a darualakúak (Gruiformes) rendjébe, azon belül a darufélék (Gruidae) családjába tartozó faj. A család egyik leginkább veszélyeztetett faja. A Kínai Népköztársaság 2004-ben hivatalos madarává választotta a fajt.

## Rendszerezése
A fajt Statius Müller német zoológus írta le 1776-ban, az Ardea nembe Ardea (Grus) japonensis néven.

## Előfordulása
Tavasszal és nyáron a mandzsu daru vándorló populációja Szibériában (Kelet-Oroszország), Északkelet-Kínában és esetenként Északkelet-Mongóliában költ. Költőterülete a Hanka-tó környékén található, ami Kína és Oroszország határán fekszik. Később, ősszel csapatokban a Koreai-félszigetre és Kelet-Kína felé vándorol áttelelni. Már Tajvanon is feljegyeztek csavargó egyedet. A vándorló populációk mellett a Japánhoz tartozó Hokkaidó szigetén található egy állandó populáció. Vizes élőhelyeken, mocsarakban és folyók közelében fészkel. Telelőterületén főként rizsföldek, füves árapályok és iszapos területek találhatók. Ezeken a nyílt területeken vízi gerinctelenekkel táplálkozik, addig hideg és havas körülmények között a madarak elsősorban a rizsföldön található rizsre térnek át.

## Megjelenése
Testhossza 150 centiméter, szárnyfesztávolsága 220–250 centiméter, testtömege pedig 7000–10 000 gramm. A tojó valamivel kisebb, mint a hím.
Feje teteje piros, arcrésze fehér, nyaka és farka fekete, testének többi része fehér. Csőre hegyes, mellyel tökéletesen alkalmazkodott a táplálékát jelentő vízi élőlények elfogásához.

## Életmódja
A mandzsu daru étrendje alapján kimondottan mindenevő, bár az étkezési preferenciáját nem vizsgálták teljesen. Ehet rizst, petrezselymet, sárgarépát, vörösbimbót, makkot, hajdinát és különféle vízinövényeket. Állati eredetű táplálékát halak - többek között ponty és aranyhal -, kétéltűek - különösen szalamandrák -, csigák, rákok, szitakötők, kisebb hüllők, garnéla rákok és kisebb madarak teszik ki. Egy felnőtt madár napi táplálékszükséglete 750 g.
Japánban a mandzsudaru-populáció többnyire állandó, a hokkaidói madarak mindössze 150 km-re haladnak át telelőhelyükre. Csak a kontinensen élő populáció tesz meg hosszú távú vándorutat. Tavasszal februárra elhagyják telelőhelyeiket, ezt követően áprilisra telepednek le a költőterületeken. Ősszel október és november indulnak vissza telelni, december közepére a vonulás teljesen véget ér. Kinyújtott nyakkal és lábbakkal repülnek.

## Szaporodása
A mandzsu daru monogám és hosszú életű, éveken keresztül stabil párkapcsolatban él. Úgy gondolják, hogy egy életre választ párt. A hím a nászidején kinyújtott nyakkal, feltartott fejjel udvarol a tojónak. A tojó a földre, többnyire valamely mélyebb víz közepén épített növényi anyagokból rakott kisebb halomra rakja tojásait.
Többnyire két tojást rak, melyekből 26-34 nap múlva kelnek ki a fiókák. A fiókák tollazata barnás színű. Fészekhagyóak és nem sokkal kikelésük után követik szüleiket a mocsárba. Három hónapos korukra lesznek röpképesek és 3-4 éves korukra válnak ivaréretté. A felnőtt állatok átlagos élettartama 30-40 év, de egyes példányok fogságban 75 éves korig is élnek. A leghosszabb életű madárfajok egyike.

## Természetvédelmi helyzete
Mint a békesség és a szerencse egyik jelképét, sokáig komolyan tisztelték a keleti emberek és emiatt állományai stabilak voltak. Mára azonban az életterüket jelentő mocsaras élőhelyek lecsapolása és a vadászat miatt állományai drasztikusan visszaestek. A Természetvédelmi Világszövetség becslései alapján a faj állománya nem több 2400-2700 egyednél, emiatt a Vörös Könyvben a "veszélyeztetett" kategóriába sorolták.
Mint a darufélék egyik impozáns, ugyanakkor veszélyeztetett képviselőjét gyakran tartják állatkertekben. Az európai állatkertekben nemzetközi fajmegmentési program (EEP) keretében tartják nagyjából 200-250 egyedét.
Kultúrtörténeti vonatkozásai miatt a Távol-Keleten az uralkodók már több száz éve tartanak palotáik udvarán mandzsu darvakat.
Magyarországon jelenleg néhány pár található, magángyűjteményben, Dévaványán, valamint egy tenyészpár a Nyíregyházi Állatparkban él. A Szegedi Vadasparkba 2013 őszén került egy pár a fajból, melyek a japán makákók közé költöztek.
A faj tartásához hazánkban "sárga CITES-bizonylat" szükséges, melyről bővebb felvilágosítást a Vidékfejlesztési Minisztériumban kaphatunk.

## Fordítás
- Ez a szócikk részben vagy egészben  a   Red-crowned crane című angol Wikipédia-szócikk fordításán alapul.  Az eredeti cikk szerkesztőit annak laptörténete sorolja fel. Ez a jelzés csupán a megfogalmazás eredetét és a szerzői jogokat jelzi, nem szolgál a cikkben szereplő információk forrásmegjelöléseként.